# Test di mutagenesi
I test di mutagenesi sono analisi genetiche utilizzate per verificare la capacità di indurre mutazioni genetiche, mutazioni cromosomiche e effetti genotossici da parte di agenti fisici o chimici; sono dunque usati per indicare la genotossicità di un agente. I test possono essere compiuti su cellule, tessuti o interi organismi: nei primi due casi si parla di test di mutagenesi in vitro; nel terzo di test in vivo. La capacità di provocare mutazioni è spesso associata alla capacità di provocare cancro: per questo molti test hanno lo scopo di valutare la cancerogenicità di un agente valutandone la mutagenicità. Bisogna però precisare che non tutti i mutageni sono anche cancerogeni (così come non tutti i cancerogeni sono mutageni).   

## Storia e legislazione
L'azione mutagena di agenti fisici era già stata ipotizzata alla fine dell'Ottocento e successivamente avvalorata da numerosi esperimenti su Drosophila melanogaster. In seguito gli studi del genetista Thomas Hunt Morgan mostravano probabile una capacità analoga anche da parte di agenti chimici. Nel 1943 due scienziati C. Auerbach e J. M. Robson, scoprirono per conto del Ministero della Guerra del loro paese gli effetti genetici di alcuni gas chimici di impiego bellico: da allora, gli studi genetici hanno chiaramente dimostrato per la maggioranza dei composti chimici di sintesi svilippati ed introdotti nella nostra società dall'attuale tecnologia la capacità di alterare la costituzione ereditaria di tutti gli organismi.In seguito al riconoscimento di un numero crescente di sostanze mutagene e degli eventi di Hiroshima e Nagasaki si resero sempre più necessari provvedimenti per il controllo di queste sostanze.
Un contributo importante venne nel 1973 dall'idea del batteriologo Bruce Ames di usare la Salmonella typhimurium come base per un esame semplice in grado di misurare quantitativamente le capacità mutagene delle sostanze chimiche. Sviluppando questo test, che prese il suo nome (test di Ames), il ricercatore fece un'ulteriore osservazione importante: le sostanze dotate di capacità mutagena erano spesso (anche se non sempre) già conosciute per l'azione cancerogena. Questo fornì un notevole contributo per la comprensione dei processi alla base della formazione dei tumori.

## Test in vitro

### Con microrganismi
Le colture batteriche più utilizzate sono di organismi modello come Escherichia coli e Salmonella typhimurium, i modelli eucarioti più utilizzati sono ceppi di lievito (Saccharomyces cerevisiae) ; è oggi limitato invece l'impiego di funghi come Neurospora crassa e Aspergillus nidulans. I test con batteri sono molto diffusi: i batteri infatti si replicano molto rapidamente, hanno genomi e proprietà biologiche molto conosciuti: i test sono così molto veloci ed economici. Il principale svantaggio risiede nelle differenze notevoli tra batteri e uomo . Per questo motivo i batteri sono spesso modificati geneticamente per renderli più simili possibile a cellule umane. Tra le principali modificazioni ci sono:
- l'aggiunta al terreno di coltura di S9mix, una soluzione consistente in omogeneato di fegato di ratto centrifugato a 9000 g/m con l'aggiunta di coenzimi e un tampone. La soluzione serve in quanto spesso alcune sostanze sono inizialmente in forma non attiva (promutageni) e sono convertiti nella forma capace di provocare mutazioni da enzimi epatici; l'S9mix contiene enzimi analoghi a quelli umani e compiono questo processo di attivazione nel caso in cui la sostanza analizzata sia un promutageno.
- l'uso di ceppi con mutazioni in geni che codificano per proteine che fungono da trasportatori di membrana. Le mutazioni servono per rendere le membrane più permeabili a molecole anche di grandi dimensioni: il mutageno entra così più facilmente nella cellula.
- l'inattivazione di geni coinvolti nei sistemi di riparazione in modo da aumentare l'effetto dell'eventuale mutageno (aumento del tasso di mutazione).
- l'inserimento nelle cellule di plasmidi con geni relativi a sistemi di riparazione error prone (soggetti ad errore), che riparano alcune mutazioni introducendone però di altre.

Data la natura del materiale genetico dei microrganismi, i test in questione sono solitamente usati per saggiare l'induzione di mutazioni puntiformi. Nelle varie procedure, il test serve a verificare l'induzione della mutazione nell'organismo verificandone una variazione nel fenotipo. Due sono i sistemi utilizzabili: 
- il sistema della mutazione in avanti - in cui sono usati ceppi con fenotipo selvatico per un gene  marcatore; questi vengono esposti all'agente e dopo incubazione si isolano e contano le colonie con fenotipo mutato. Il numero di colonie mutate è direttamente proporzionale alla mutagenicità dell'agente.
- il sistema della reversione - il ceppo di partenza presenta già una mutazione; è noto sia il gene mutato che il tipo di mutazione presente. Si tratta il ceppo con il presunto mutageno e si verifica la presenza di colonie revertenti; anche qui più esse sono più l'agente è mutageno.

Il principale vantaggio del secondo sistema è la conoscenza della mutazione inizialmente presente nel ceppo. Nel primo sistema una mutazione di qualsiasi tipo può avere effetto; nel secondo si usano ceppi con una prima mutazione tale che solo un numero limitato di tipi di mutazioni possano dare reversione (se non addirittura un solo tipo). Con il sistema della reversione quindi si può sapere in modo diretto che tipo di mutazione è stata indotta e caratterizzare la modalità d'azione del mutageno.
I principali test che usano il sistema della reversione sono il Test di Ames e il test noto con il nome commerciale Mutatox: in quest'ultimo caso i batteri in esame sono batteri bioluminescenti che, in seguito a una mutazione, hanno perso questa capacità. Se il composto in esame è mutageno, trattando con esso questi batteri alcuni subiscono reversione, ed emettono una luminescenza che viene misurata dallo strumento. L'intensità della luminescenza dipende dalla quantità di revertanti e, quindi, dal potere mutageno della sostanza.

## Con cellule di mammifero

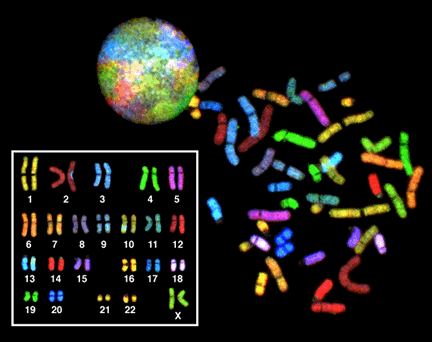
Un cariotipo femminile umano evidenziato con tecnica SKY. Nel riquadro piccolo il corrispettivo cariogramma.

Le cellule di mammifero più usate sono cellule uovo di hamster cinese o linfociti umani. Quando le cellule derivano da tessuti queste possono essere divise (per poi essere incubate in terreno di coltura liquido) con metodi meccanici o enzimatici (tramite tripsinizzazione ad esempio). Possono essere utilizzate cellule direttamente prelevate da tessuto vivo e formare così colture cellulari primarie, caratterizzate però da un numero limitato di divisioni cellulari prima della degenerazione; oppure linee cellulari ingegnerizzate in modo da poter compiere un numero elevato di divisioni (colture cellulari immortalizzate). I vantaggi sono l'avere a disposizione sistemi biologici uguali (o molto simili) a quelli umani, quindi simulare in modo molto vicino alla realtà l'azione che avrebbero gli agenti sull'uomo. Le mutazioni che si mira a identificare sono prevalentemente su larga scala (cromosomiche e genomiche).

### Test in metafase
Per questa tecnica, dopo essere state esposte al potenziale mutageno, le cellule sono sincronizzate e bloccate in metafase (tramite colchicina); in seguito a procedure di fissaggio le cellule vengono poi lisate delicatamente e da esse viene prelevato il materiale genetico. I cromosomi isolati vengono poi "colorati" per visualizzarne eventuali alterazioni. Non dando informazioni sulla sequenza nucleotidica questa tecnica è utile a investigare solo la presenza di mutazione su larga scala. La tecnica più semplice consiste nel trattare i cromosomi con sostanze che li colorano in modo omogeneo (come ad esempio l'orceina o il DAPI): in questo modo si può facilmente osservare in un cariotipo la presenza di cromosomi in eccesso o in difetto (e quindi l'induzione da parte del mutageno di mutazioni genomiche).  

#### Bandeggiamento
Tramite la tecnica di banding i cromosomi assumono una colorazione bande. Esistono diversi tipi di bandeggiamento, ma in tutti i casi ciascun cromosoma nel cariotipo presenterà uno schema (pattern) di bande caratteristico; in questo modo ciascuno di essi è facilmente distinguibile dagli altri. Con il banding si possono determinare i cromosomi in numero non corretto o, tramite un'analisi accurata dei pattern di banda, identificare siti in cui sono avvenute mutazioni cromosomiche.   

#### FISH
L'ibridazione fluorescente in situ (Fluorescent hybridazation in situ o FISH) permette di colorare i cromosomi in metafase tramite sonde con opportuni cromofori (cromosom painting). Grazie al possibile uso di differenti cromofori e alla loro combinazione si è reso possibile colorare ciascuno dei 24 diversi cromosomi umani  con un colore diverso (tecnica SKY). Rispetto ai cromosomi bandeggiati, quelli colorati con FISH permettono di ottenere informazioni più accurate e molto più facilmente. In caso di traslocazione, ad esempio, si vedrebbero efficacemente due cromosomi ibridi, per metà di un colore per metà di quello del cromosoma con cui c'è stato lo scambio.

### Test in interfase
I test in interfase sono spesso utili perché più rapidi ed economici di quelli in metafase che richiedono molte procedure di preparazione. Anche in questo tipo di analisi le cellule da studiare sono bloccate, ma subito dopo la divisione meiotica. I principali test sono il test del micronucleo e il test di condensazione prematura dei cromosomi (abbreviato in PCC).  

### Test di analisi di danno al DNA
Questi test servono per scoprire la presenza di danni al singolo o al doppio filamento di DNA (rispettivamente single strand break o SSB e double strand break o DBS). I principali test sono il test della cometa e il test della sintesi di DNA non programmato. I test in questione sono spesso di rapida esecuzione ma non danno altra informazione che l'eventuale presenza del danno senza specificarne la natura; sono per questo poco usati o affiancati da test più specifici.

## Test in vivo
I test in vivo permettono di usare sistemi più complessi e di tener conto di fattori influenti sull'attività mutagenica di un composto che non sono contemplati in semplici colture cellulari. Sono solitamente usati ceppi di topo (Mus musculus) di ratto o criceto, spesso anche ingegnerizzati per ottimizzare i processi. Se si vuole analizzare la presenza di mutazioni somatiche sono di solito prelevati piccoli frammenti di organi e disgregati nelle singole cellule che li compongono tramite trattamento con tripsina o collagenasi. Su queste cellule possono essere poi compiuti test analoghi a quelli descritti in precedenza, come il test del micronucleo o l'analisi cariotipica in metafase. I test in vivo sono poi utili nel studiare le mutazioni indotte nelle cellule germinali; le loro varie fasi di sviluppo sono infatti difficili da ottenere in vitro.

## Test di mutagenesi ambientale
Oltre che sulle singole sostanze, è possibile effettuare test di mutagenesi anche su matrici ambientali: si tratta cioè di valutare il potere mutageno non di una singola sostanza ma di un intero ambiente.
Si possono individuare due grandi categorie di test:
- test in situ, ovvero effettuati sul posto, che sono quindi più significativi perché, generalmente, non necessitano campionamento e sono più diretti;
- test ex situ, ovvero effettuati in laboratorio su campioni prelevati dall'ambiente, che hanno il vantaggio di essere svolti avendo a disposizione tutto il necessario per il corretto svolgimento di analisi anche complesse, che richiedono strumenti non facilmente trasportabili.

### Test sull'aria
Nell'aria, i principali mutageni si trovano, aggregati tra loro, nel particolato atmosferico: è quindi necessario campionare questo particolato per poi svolgere delle analisi. A questo scopo si usano campionatori costituiti da filtri attraverso i quali una pompa fa passare un preciso volume d'aria: il materiale depositato sul filtro viene poi estratto in laboratorio ed analizzato con test di mutagenesi come quelli descritti sopra.
Alternativamente a questi test ex situ, è possibile effettuare test in situ usando organismi viventi (ad esempio piante) di cui si conoscono dettagli del genoma, esposti per un certo periodo di tempo all'aria in esame; al termine del periodo di test si estrae il DNA e lo si analizza, per individuare eventuali mutazioni occorse.

### Test sull'acqua
Anche in questo caso sono possibili test ex situ ed in situ.
Test in laboratorio possono essere effettuati prelevando campioni di acqua, concentrando le sostanze presenti, e trattando con i campioni così ottenuti le colture batteriche o gli organismi sui quali si svolgeranno i test.
Test in situ possono essere svolti allevando, nell'acqua sotto esame, specie acquatiche (come mitili o alcuni tipi di pesci) sulle quali poi si possano facilmente individuare eventuali mutazioni (quindi specie il cui genoma o cariotipo sia conosciuto e facilmente analizzabile, o specie particolarmente sensibili nelle quali sia facilmente osservabile l'insorgenza di tumori).

### Test sul suolo
Per effettuare test in laboratorio, il campionamento dei suoli è uno stadio necessario e particolarmente importante: perché sia significativo di tutto il suolo in esame occorre prelevare porzioni secondo schemi precisi che tengano in considerazione tutta l'area del terreno. Successivamente, un'altra fase delicata è l'estrazione, dal campione, degli inquinanti. Sono stati elaborati molti metodi diversi, lo scopo di questi è ottenere una soluzione nella quale gli inquinanti siano presenti non tanto con la stessa concentrazione con cui si trovano nel suolo, ma risecchiando la loro biodisponibilità, cioè la quantità con cui essi vengono assorbiti dagli organismi viventi.
Su questo estratto si possono poi effettuare i test descritti precedentemente.
In alternativa si possono effettuare test con organismi superiori (ad esempio Tradescantia). Questi possono essere effettuati trapiantando piante coltivate in serra nel terreno da analizzare, o altrimenti immergendo talee della pianta nell'estratto del terreno (ottenuto come spiegato in precedenza). Le piante possono essere analizzate con il test del micronucleo.